# Dalkeith
Dalkeith (scots: Dawkeith; gaelico scozzese: Dail Cheith) è una città nel Midlothian, in Scozia, sul fiume Esk.
Dalkeith è il principale centro amministrativo del Midlothian.

## Storia
Uno dei primi riferimenti storici su Dalkeith si trova nelle Cronache di Jean Froissart.
Nel 1650, l'esercito di Cromwell arrivò a Dalkeith. Nel XVII secolo, Dalkeith aveva uno dei più grandi mercati della Scozia nella sua eccezionalmente ampia High Street.
Nel 1831, Dalkeith era legata a Edimburgo da una linea ferroviaria che trasportava carbone, minerali e prodotti agricoli.
Nel 1879, da Dalkeith iniziò la campagna elettorale di Gladstone per il primo ministro britannico, che divenne nota come Midlothian Campaign.

## Monumenti

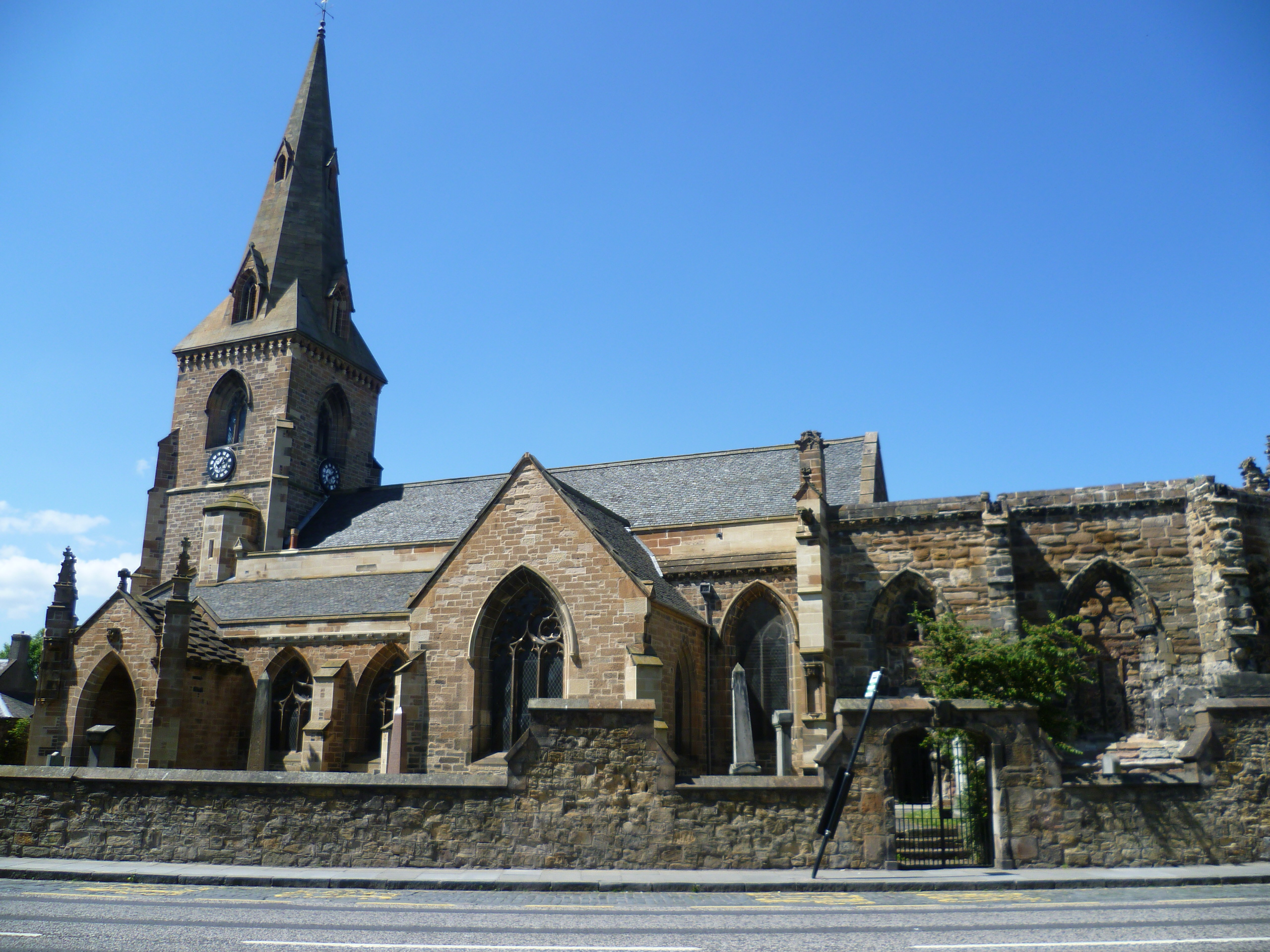
St Nicholas Church

St Nicholas Church sorge su High Street. Dedicata a St Nicholas, la chiesa medievale divenne una istituzione collegiale nel 1406, fondata da Sir James Douglas. James Douglas, I conte di Morton, e sua moglie, Joan Stewart, figlia di Giacomo I, sono sepolti nel coro e hanno effigi in pietra. La chiesa resta uno delle due chiese parrocchiali a Dalkeith, l'altro è di St John's e King's Park Church. La Chiesa Episcopale di St Mary's è sulla High Street, all'ingresso di Dalkeith Country Park.
Dalkeith Palace, che ha sostituito il castello nel tardo XVI secolo, è stata ricostruita nei primi anni del XVIII secolo, si trova nella zona nord-est della città. Si tratta di una residenza del duca di Buccleuch.
L'edificio sulla High Street ora conosciuto come il Tolbooth cominciò ad essere usato come un tolbooth dall'amministrazione della città nei primi anni del XVIII secolo. La lapide sopra la porta che indica '1648 ', non indica quando il Tolbooth è stato costruito. Di fronte al palazzo c'è un cerchio di pietre per segnare il punto in cui l'ultima impiccagione pubblica a Dalkeith si è verificato nel 1827.

## Infrastrutture e trasporti
Le strade principali che servono Dalkeith sono:
- A68
- A6106
- A6094
- A768
- B6373
- B6414
- B6392
- B703
- B6482

I servizi di autobus a Dalkeith sono per lo più gestiti da First Edinburgh e Lothian Buses; Munro's of Jedburgh servono anche la città.

## Amministrazione

### Gemellaggi
- Jarnac